# Serrouville
Serrouville is een gemeente in het Franse departement Meurthe-et-Moselle (regio Grand Est) en telt 525 inwoners (1999).
De gemeente maakt deel uit van het arrondissement Briey en sinds begin 2015 van het kanton Villerupt. Daarvoor hoorde het bij het kanton Audun-le-Roman in hetzelfde arrondissement.

## Geografie
De oppervlakte van Serrouville bedraagt 15,7 km², de bevolkingsdichtheid is 33,4 inwoners per km².
De onderstaande kaart toont de ligging van Serrouville met de belangrijkste infrastructuur en aangrenzende gemeenten.

## Demografie
Onderstaande figuur toont het verloop van het inwonertal (bron: INSEE-tellingen).